# سقوط سبتة
سقوط سبتة أو معركة سبتة هي معركة نشبت بين الدولة المرينية في المغرب والمملكة البرتغالية في يوم 21 أغسطس 1415 والتي مثلت بداية التوسع البرتغالي تحت قيادة ملك البرتغال جواو الأول، وبسقوط المدينة أصبحت البرتغال أول الدول الأوروبية الإستعمارية في العصر الحديث، كما كانت بداية لفترة الاكتشافات البحرية العظيمة.

## دوافع
بعد سقوط الأندلس، تشكلت الأراضي البرتغالية بينما ظلت إسبانيا، مثل بقية أوروبا، غارقة في الحروب، حيث استمرت الحملات الصليبية ضد الموريين على الجانب الآخر من البحر الأبيض المتوسط.
تمثلت أبرز دوافع احتلال سبتة لدى القادة البرتغاليين في الأسباب الاقتصادية والاستراتيجية والسياسية والاجتماعية والدينية. فقد كانت ذريعة الحرب فرصة أمام الأمراء دوارتي الأول وبيدرو دوق كويمبرا وهنري الملاح للحصول على وسام الفارس كما ساعد الدافع الديني، المتمثل في نشر المسيحية والمرموز إليه حسب المؤرخين في شخصية الأمير هنري الملاح سببا لهذا التوسع الديني ولهذا الغرض حظيت مملكة البرتغال بدعم البابا. فيما تمثل الدافع السياسي، في التهديد الذي كانت تمثله مملكة قشتالة على سبتة، حيث يذكر المؤرخون أن مملكة البرتغال كانت ترغب في الأسبقية في التوسع في شمال إفريقيا. وقد شكل الغنى الذي حظيت به مدينة سبتة دافعا اقتصاديا طمحت من خلاله الطبقة المتوسطة التجارية في توجيه رَوج تجارة المتوسط الغربي التي كانت تتلقاها سبتة إلى لشبونة. خاصة أن الموقع الاستراتيجي الذي تشكله المدينة عند مدخل مضيق جبل طارق، يسمح بالسيطرة على حركة المرور البحرية ومكافحة القرصنة البربرية والجنوية. كما تنتهي القوافل المحملة بالذهب من السودان. لذلك فهي مسألة مضاعفة الإسبان على الأراضي الأفريقية.

## التحضير للغزو
بزغت الفكرة قبل أربع سنوات في توريس فيدراس. تحت ضغط أبناء ملك الرتغال جواو الأول الذي كان يخشى عدم وجود موارد كافية في حالة هجوم مملكة قشتالة، ومع ذلك، قبل الغزو حيث ستكون الحملة وسيلة جيدة لإرضاء حالة الخمول والاحتجاج لدى النبلاء البرتغاليين، من خلال تقديم أراض جديدة للغزو.
استعدادا للمهمة، بعث ملك البرتغال جواو الأول شخصيتين بارزتين لأول مرة إلى سبتة في مهمة تجسس واستطلاع لسائر تفاصيل المدينة وهم فرسان الإسبتارية «ألفارو غونسالفيس غيميلو» ورئيس البحرية «أفونسو فورتادو دي ميندونكا»، اللذان قاما بتحديد المواقع الدقيقة، وبناء على استطلاعهم، تم عقد اجتماع المجلس في شنترة لدراسة نتيجة المهمة حيث تقرر الغزو.
أحيطت الاستعدادات للمهمة بسرية تامة لأسباب إستراتيجية، حيث كان بناء العديد من السفن من شأنه إثارة الشكوك. لذلك تمت استعارة بعض السفن من غاليسيا وفرنسا وإنجلترا وألمانيا. تم تجنيد المشاة من قبل الأمراء وتجميعهم في بورتو، تحت ذريعة تنظيم شركات تحويلية لخداع المحاكم الأوروبية.
شارك في الاستعدادات الأبناء الثلاثة الكبار لملك البرتغال وهم إدوارد، وهنري وبيير. كما شارك العديد من أعضاء الطبقة الأرستقراطية العليا من البرتغاليين في القرن الخامس عشر بالإضافة إلى الأجانب وبقواتهم الخاصة.
أتاح الهجوم على سبتة للنبلاء الأصغر سناً فرصة لكسب الثروة والمجد. كان المروج الرئيسي لبعثة سبتة هو جواو أفونسو، المشرف الملكي على المالية. منح موقع سبتة المقابل لمضيق جبل طارق السيطرة على أحد المنافذ الرئيسية لتجارة الذهب السودانية عبر إفريقيا. وقد تمكن البرتغال من الدفاع عن أخطر منافسيهم قشتالة.